# 鹿児島黒牛 ギュージンガー・ブラック
鹿児島黒牛 ギュージンガー・ブラック（かごしまくろうし ギュージンガー・ブラック）は、鹿児島黒牛の認知度アップのために生み出された鹿児島で活躍するローカルヒーロー。

## 概要
「子どもたちに鹿児島黒牛を知ってもらい消費拡大に繋げたい」という想いから近年の癒やしを求めるゆるキャラとは対極のキャラクターとして考案され、2012年6月、鹿児島県経済農業協同組合連合会（JA鹿児島県経済連）と南九州畜産興業（ナンチク）からなる「鹿児島黒牛黒豚銘柄販売促進協議会」からハガキと公式ページ上の応募フォームで名称が募集された。採用者には鹿児島黒牛サーロイン肉1年分の22.2kgが進呈される、このキャンペーンが、6月20日に放送されたフジテレビの情報番組ノンストップ!や南日本新聞やインターネットの記事で取り上げられテレビやネットでも話題になった結果、日本全国や海外より20代から40代の男性を中心に12561通の応募があり、その中から奈良市の男性が考えた「ギュージンガー・ブラック」という名前が選ばれた。
名称の発表は、伊藤祐一郎鹿児島県知事も登場した2012年7月15日における鹿児島県立鴨池陸上競技場で行われたサッカー九州リーグのハーフタイムで行われており、このときギュージンガー・ブラックはプロレスラーが着用しているようなマスクを被り、黒いスーツとネクタイといういでたちで登場した。なお、この後に行われたイベントやテレビ出演等ではマスクも含め、ベルトを締めマントを羽織ったイラストと同じような姿で登場している。
YouTubeやニコニコ動画には関連動画が公開されており、名称発表日に公開されたプロモーションビデオ動画「鹿児島黒牛-ビギニング」には幼少の頃から現在までのギュージンガー・ブラック成長ストーリーが盛り込まれた内容となっている。ちなみにこの動画におけるギュージンガー・ブラックはプロレスラーが着用しているようなマスクを被った姿で登場している。スーパーなどにおいて鹿児島黒牛の広告ポスターや等身大広告ポップに登場しているほか、2013年には東京モノレール線・浜松町駅などの広告看板に、2014年には鹿児島県農政部農政課かごしまブランド推進本部の「「濃い」に恋。かごしまブランド」PRポスターにも登場している。
2013年9月には水木一郎が歌う主題歌のレコーディングが鹿児島で行われており、同年10月にYouTubeで主題化のプロモーションビデオとフルバージョンが公開され、店頭やイベントでも流されている。この歌は2015年9月に東京スポーツで、水木一郎本人も仰天したオファーとして取り上げられ、記事では音楽関係者の「なかなかシュールでファンには必聴もの」というコメントも紹介されており、記者も「隠れた名曲かもしれない」と添えている。

## 登場キャラクター
ギュージンガー・ブラック
身長187cm、体重96kg、年齢29歳、鹿児島出身。桜島山麓にて子供の頃から黒老師の元で過酷な修行を積み、掌を返す技「奥義!表からのターン」を習得する。黒老師から鈴を奪い取る最終修行を経て、鹿児島の食の魅力や鹿児島黒牛の魅力、食に関する正しい知識を世界に伝える「伝道牛（でんどうウシ）」の称号を得た。食べる、即ち生命の継承という信念から、ギュージンガー・ブラックが抱く究極の使命は、鹿児島黒牛の美味しさを通して食への感謝の気持ちと生命の尊さを伝えることである。神出鬼没で、鹿児島黒牛のあるところに忽然と姿を現し、奥義!表からのターンを披露するとともに、「食べるほどに強くなる」というメッセージを残す。性格は、男気があり、硬派。
角が付いた黒牛のマスクを被り、筋肉質な身体には黒いラバースーツのようなものを着用しており、腰には鹿児島黒牛の商標をバックルにしたチャンピオンベルトを巻き、背中には赤く燃える炎が描かれマントを羽織るなど、鹿児島のイメージということで強さを前面に出しデザインされている。好物は黒牛を使った料理。好きなことは、旬の食材を使った料理を行うこと。
2013年4月にはJA鹿児島県経済連の「鹿児島黒牛　広報担当」に就任しており名刺も作成された。
黒老師
ギュージンガー・ブラックに拳法の修行をつける師匠。短髪の白髪で口髭と長い顎髭をたくわえている。牛の形を模した首飾りを下げており、白い衣服の上にローブを纏っている手には鈴の付いた木の杖を携えており、隙を突いてこの鈴を鳴らす修行を少年時のギュージンガー・ブラックに行わせた。加えて、基礎的な筋力トレーニングの他、鍋の中に入った焼けた石へ手刀を突き入れる修行なども行わせている。ギュージンガー・ブラックに最終試練として、黒老師を倒し胸に下げた鈴を奪い取るという試練を与えた。
謎の怪人
インターネット動画で公開されている「ギュージンガー・ブラックのテーマ」のプロモーションビデオで、顔色の悪い人々の背後に登場する怪人。全身を覆う黒い衣装を纏い、首飾りを下げ、顔面は牙と角が生えた髑髏に似た姿をしている。

## 関連楽曲

### 主題歌
「「食べるほどに、強くなる。」～ギュージンガー・ブラックのテーマ～」
作詞: 宮田博之、作曲・編曲: 大久保重樹、歌: 水木一郎

## キャラクター展開
テレビ出演をはじめ、鹿児島での雑誌、新聞紙面等でも取り上げられ、鹿児島で行われた数々のイベント出演。2015年3月からはヒーローショーも行っており、薩摩剣士隼人とコラボしたショーも披露された
鹿児島県外でも、2013年2月23日、24日に東武百貨店池袋店で行われた第32回「大鹿児島展」には鹿児島のゆるキャラ「ぐりぶー」とともに登場したほか、2015年4月から5月には新宿中央公園で行われた「大牛肉博」にも度々出演。2014年3月1日と2日に行われた美味のまち鹿児島in福岡や、2014年2月15日から17日にイオンモール幕張新都心で行われた「鹿児島うまいもんフェア」には、おいどん君と出演した。2015年3月に登場した東京で開催された「マイヒーローグランプリ」では、マイヒーロー物産グランプリ部門1位を獲得 。2015年11月に大阪のLUCUA（ルクア）で行われた『肉の日』イベントなどにも登場している。2016年1月には、埼玉のイオン・レイクタウンで行われた鹿児島県フェアで、イーサキング、ぐりぶー、おいどん君と登場した。
2013年1月6日に開催された「鹿児島ニューイヤーコレクション」では単独でランウェイを歩き、ステージ上では鈴木奈々と「奥義!表からのターン」などを披露した。2014年3月30日に霧島市民会館で行われた水木一郎、堀江美都子、影山ヒロノブによる「アニソンBIG3スーパーライブ2014 in KIRISHIMA」のステージでも水木一郎が歌う主題歌とともにステージ上へ登場した。2014年11月には、城山観光ホテルで行われた横綱白鵬の激励会で、九州場所で32回目優勝したことにちなみ、鹿児島黒牛10kg、鹿児島黒豚10kg、ギュージンガー・ブラック焼酎12本を手渡し、ギュージンガー・ブラックと白鵬が握手を交わした。2015年2月14日に鹿児島県立サッカー・ラグビー場で行われたＪリーグの「スカパー!ニューイヤーカップ」鹿児島ラウンド最終日表彰式には、ぐりぶー、おいどん君と一緒に登場して、ギュージンガーの姿が描かれたお食事券を贈呈した。ぐりぶーをはじめ、薩摩剣士隼人たちや国生さゆりも含む「ぐりぶー物語」ドラマ出演メンバーとして、AKB48「恋するフォーチュンクッキー」のダンスを踊る動画もYouTubeに投稿された。
2013年5月にはJA食肉かごしまが、ギュージンガー・ブラックがプリントされた営業トラックや飼料運搬用バルク車を走らせている。また、ギュージンガー・ブラックがプリントされた空港リムジンバスも走っている。

## テレビ出演
- ぷらナビ+（2012年12月8日、鹿児島放送）
自身も登場した、2012年12月9日にJA鹿児島県会館大ホールで行われた「くらし、つながる 協同組合まつり!」PRのため中継にて登場。
- Kingspe（2013年1月18日、鹿児島放送）
2013年1月6日に開催された「鹿児島ニューイヤーコレクション」において、ランウェイを歩き鈴木奈々とステージに立つ様子が放送された。
- 情報ライブ ミヤネ屋（2013年3月20日、讀賣テレビ放送）
ゆるキャラ特集において取り上げられた。
- かごしま婚活トリップ（2013年3月23日、鹿児島讀賣テレビ）
- 美人女子アナおすすめ!九州ご当地牛～認定!ダイノジブランド～（2013年7月27日、讀賣テレビ放送）
- ひるまえクルーズかごしま（2013年11月20日、NHK総合）
- たわわタウン（2013年11月24日、鹿児島放送）
ギュージンガー・ブラックの姿をした、なわとびロボットで高専ロボコン2013九州沖縄地区大会に出場した鹿児島高専メカトロニクス研究部の密着リポート。
- かごしまプロモーション課長ぐりぶー物語
10話でダンスシーン等に登場したほか、ぐりぶーとさくらの大結婚式にも出席した。
- ユメイロ＠ネット（2014年5月10日、鹿児島讀賣テレビ）
レンブラントホテル鹿児島のビアガーデンOPENに登場してビールを楽しむ客と乾杯する様子などが放送された。
- ズバッと!鹿児島（2014年10月10日、南日本放送）
番組終盤にギュウジンガーブラックが生出演。
- かごしま24（2015年12月11日、南日本放送）
あっど!いぶすきみのり館のオープンイベントに出演する様子が放送された。
- 2016　Jリーグ・スカパー!ニューイヤーカップ　鹿児島ラウンド（2016年2月10日、スカパー!）
表彰式に登場。
- 肉料理決戦～鹿児島夏の陣～（2016年7月12日、鹿児島テレビ）
パンクブーブーとKTSのタレントやアナウンサーが出演する番組に登場[18]。
- 松下奈緒の美味しい旅空!鹿児島（2016年7月18日、テレビ東京）
ギュージンガーのフィギュアが番組内で3度登場。店の入口で発見した松下奈緒が、ギュージンガーのフィギュアを持っていることを明かした。

## 雑誌・関連記事
- TJカゴシマ2013年4月号「鹿児島ご当地キャラ大集合[19]」（斯文堂）
- “黒牛ヒーローの名前募集中 鹿児島黒牛黒豚銘柄販促協”. 南日本新聞. (2012年6月7日)
- “鹿児島黒牛ヒーローは「ギュージンガー・ブラック」”. 南日本新聞. (2012年7月15日)
- “かごしまを造る未来をツクる薩摩剣士隼人×鹿児島黒牛ギュージンガーブラック鹿児島2大ヒーロー紙面特別対談 強く優しく、そしてたくましく”. 南日本新聞. (2012年8月29日、13面。)
紙面見開き2面分をほぼ丸々使い、鹿児島のローカルヒーロー薩摩剣士隼人との対談が掲載された。
- “史上最強のご当地キャラ誕生!鹿児島黒牛「ギュージンガー・ブラック」がぜんぜんゆるくないッ!!”. ロケットニュース. (2012年8月10日)

## 関連商品・グッズ
- ギュージンガー・ブラック キッズ用マスク
2012年10月には簡単なクイズに答えて応募することで抽選で50名にキッズ用マスクが当たる企画が公式サイトやポスター等において行われ、YouTubeやニコニコ動画でもキッズ用マスクプレゼントの告知動画がアップされた[2]。
- ギュージンガー・ブラック フィギュア
2013年1月下旬から2月にギュージンガー・ブラックおむすびや購入した肉に貼られたキャンペーンシールのシリアルナンバーで、PVC、ABS製のフィギュアが抽選で800名に当たる企画が行われた[20]ほか、2014年2月に行われた鹿児島黒牛を買って食べて、鹿児島黒牛5年分を当てよう!!キャンペーンにおいて抽選で100名に当たる企画が行われた[21]。制作は株式会社ダイブ。
- ギュージンガー・ブラック クリアファイル
名前募集キャンペーンにおいて応募者全員に送られたほか、イベントなどでも配布された。
- ギュージンガー・ブラック ピンバッヂ
キャンペーンなどで配布された。
- ギュージンガー・ブラック ステッカー
- ギュージンガー・ブラック ヘリウム風船
- 黒毛和牛使用ギュージンガーブラック ペッパーライス（焼肉入り）おむすび
2013年1月から2月に南九州ファミリーマートから宮崎県・鹿児島ファミリーマート期間限定商品として発売された、ギュージンガー・ブラックフィギュアプレゼント応募対象商品[22][23]。
- ビタミン強化米新玄使用 黒毛和牛使用ギュージンガー・ブラック塩だれ焼肉おむすび
- ギュージンガーパスタサラダ
- ギュージンガースープごはん
- ギュージンガー焼そば
- ギュージンガーサンド
- 鹿児島黒牛のドライカレー
- 鹿児島黒牛のハヤシライス
2013年3月に南九州ファミリーマートから宮崎県・鹿児島ファミリーマート期間限定商品として発売された7種類の商品。
- 金芽米 ギュージンガーブラック鹿児島黒牛の黒胡椒炒め おむすび
2013年4月から5月に福岡県、佐賀県、長崎県、熊本県、大分県、山口県の一部におけるファミリーマート約900店舗限定で発売された、JA鹿児島県経済連の鹿児島黒牛を具材に使用した商品[24]。
- 鹿児島県産黒毛和牛使用 ギュージンガー・ブラック牛焼肉 おむすび
2013年8月から南九州ファミリーマートより宮崎県・鹿児島ファミリーマート期間限定商品として発売された。
- ギュージンガー・ブラックTシャツ
サッカー九州リーグハーフタイムの名称発表イベントにおいて鹿児島県知事をはじめ関係者が着用して登場した。黒地のTシャツにギュージンガー・ブラックの顔イラストと「kagoshima kuroushi」の文字がプリントされている。
- ギュージンガーブラック　保冷バッグ
- ギュージンガー牛焼肉おむすび
- ギュージンガーカレーパン
- 鹿児島黒牛の焼肉ピラフ
- 鹿児島黒牛の肉じゃが弁当
2014年5月から南九州ファミリーマートから宮崎県・鹿児島ファミリーマート期間限定商品として発売された4種類の商品。
- 直巻　鹿児島黒牛塩焼肉おむすび
- 鹿児島黒牛の焼肉重
- ギュージンガーブラック　ボールペン
- ギュージンガーブラック　クーポン券付きポケットティッシュ
- ギュージンガーサンド
2014年9月に南九州ファミリーマートから宮崎県・鹿児島ファミリーマート期間限定商品として発売された。
- 松栄軒 鹿児島黒牛ステーキ弁当(ギュージンガーパッケージ)
- 本格芋焼酎　黒麹仕込みギュージンガー・ブラック
2014年10月から鹿児島県内のAコープや鹿児島ふるさと物産館などで発売された。
- JAくみあい配合飼料　子牛用ぴかいち（ギュージンガーパッケージ）
- ローソン・アサヒ飲料 ご当地ヒーローダブルシールコレクション